# Kodaikanal
Kodaikanal (en tamoul : கோடைக்கானல்) est une ville de 40 000 habitants située sur les Monts Palnis dans le district de Dindigul (Tamil Nadu), en Inde. Fondée en 1845, à plus de 2 000 mètres d’altitude au bord d’une agréable pièce d’eau, le lac de Kodaikanal, la ville s’est développée comme station de montagne (Hill Station) pour ceux qui fuyaient le climat tropical et les lourdes chaleurs de la plaine. Ceci explique le grand nombre d’écoles et collèges résidentiels (internats) qui y furent fondés et sont encore actifs.
Le tourisme (hôtellerie), avec les activités annexes (nature, trekking, golf, sports nautiques), sont l’industrie principale de la ville. Les institutions scolaires sont également une importante source d’emplois divers, et contribuent ainsi à la vie économique de la ville.
La zone a été touchée par des problèmes de pollution industrielle, dont une pollution par le mercure, sachant qu'aucune décontamination n'a été faite à ce jour[Quand ?] malgré la fermeture d'une usine de fabrication de thermomètres à mercure.

## Personnalités
- Ida Scudder (1870-1960), missionnaire-médicale et fondatrice de l'hopital de Vellore, y a passé ses dernières années.
- la pédagogue Maria Montessori (1870-1952) y a été assignée à résidence pendant la Seconde Guerre mondiale.
- L'informaticien Adam Osborne (1935-2003) s'y est installé et y est mort.

## Flore
On localise à 18 km de la ville une Oleacée, l'Olea wightiana.